# Irish National Liberation Army
Pour les articles homonymes, voir Armée de libération nationale.
L'Irish national liberation army (irlandais : Arm Saoirse Náisiúnta na hÉireann, Inla, anglais : People's Liberation Army, français : Armée irlandaise de libération nationale) est une organisation armée irlandaise constituée de membres de l'Official Irish Republican Army (OIRA) refusant la capitulation face à l'occupant anglais (l'OIRA met fin à toute action militaire contre les anglais en 1972 et utilisera ses armes par la suite uniquement pour des activités criminelles et l'élimination de republicains rivaux). Elle est apparue en 1975. Son fondateur Seamus Costello est assassiné par des tueurs de l'OIRA en 1977.
L'organisation est placée sur la liste officielle des organisations terroristes du Royaume-Uni et des États-Unis.

## Histoire
L'Inla est directement issue de l'un des deux courants de l'IRA : l’Official IRA (O-IRA). Elle devient la branche militaire de l’Irish Republican Socialist Party (IRSP, Parti socialiste républicain irlandais). Seamus Costello, son fondateur et membre dirigeant, sera assassiné par l'O-IRA dans la guerre les opposant. 
Forte de 400 à 500 clandestins, l’INLA est décapitée dans le courant des années 1980 par une vague d’arrestations touchant ses dirigeants. La Provisional IRA profitera de sa faiblesse du moment pour absorber une partie de ses forces. L’INLA ne comptait en 2008 plus que 100 à 150 activistes. Durant le conflit nord-irlandais, l'INLA se rendra responsable de 113 morts.
Le 22 août 1998, l'INLA annonce un cessez-le-feu, malgré cet engagement les actions armées continueront jusqu'en octobre 2009, date à laquelle l'organisation renonce à la violence, mais continue le combat politique.

### Depuis les accords du Vendredi Saint
Le 15 février 2009, l'INLA revendique la responsabilité de la mort du trafiquant de drogue Jim McConnell.